# Curral de Dentro
Curral de Dentro este un oraș în unitatea federativă Minas Gerais (MG), Brazilia.